# Église de Virolahti
L'église de Virolahti (en finnois : Virolahden kirkko) est une église construite à Virolahti en Finlande,.